# Blue Valentine (Film)
Blue Valentine ist ein US-amerikanisches Liebesdrama von Derek Cianfrance aus dem Jahr 2010. Die Uraufführung fand auf dem 26. Sundance Film Festival statt. Deutscher Kinostart war am 4. August 2011.
Der Film lief zudem bei den Internationalen Filmfestspielen von Cannes 2010 in der Kategorie Un Certain Regard.

## Handlung
Der Film zeichnet das Bild einer Liebe, zeigt deren Stationen jedoch nicht chronologisch. Dean, ein junger High-School-Abbrecher, der als Möbelpacker in New York City arbeitet, lernt zufällig die Medizinstudentin Cindy kennen, die in Pennsylvania bei ihren Eltern lebt und sich um ihre Großmutter kümmert. Er verliebt sich in sie und erobert, nach heftigem Werben, auch ihr Herz. Als Cindy herausfindet, dass sie ungewollt schwanger von ihrem vorherigen Freund Bobby ist, mit dem sie noch kurz zuvor zusammen war, ist sie zunächst unsicher und will das Kind abtreiben lassen, lässt die Abtreibung jedoch im letzten Moment abbrechen. Dean unterstützt sie in ihrer Entscheidung und kann ihr in dieser Situation Halt geben. Die beiden beschließen zu heiraten und eine Familie zu gründen. Beide stammen aus unglücklichen, zerrütteten Familien. Vor der Hochzeit sucht Bobby, der nichts von der Schwangerschaft weiß, Dean an dessen Arbeitsstelle auf und schlägt ihn aus Eifersucht zusammen.
Dean und Cindy leben etwa fünf Jahre später mit ihrer Tochter Frankie in Pennsylvania zusammen. Er arbeitet als Maler, sie als Krankenschwester in einer Klinik. Dean ist mit seinem einfachen Leben als Handwerker und Familienvater zufrieden, das es ihm erlaubt, „bereits morgens um acht Uhr ein Bier zu trinken und viel Zeit mit seiner Tochter zu verbringen“. Cindy sieht allerdings mehr Potenzial in ihm, welches er in ihren Augen jedoch nicht nutzt. Sie ist unglücklich mit dem Leben, das beide führen. Um ihrer bröckelnden Beziehung nochmals eine Chance zu geben, verbringt das Paar, auf einen spontanen Einfall Deans nach einem Streit hin, eine Nacht in einem Hotel, die jedoch, nachdem beide sich betrinken und Gesprächsversuche scheitern, erneut im Streit endet. Cindy verlässt frühmorgens nach einem Anruf der Klinik das Hotel, fährt zur Arbeit und lässt Dean schlafend mit nur einer Notiz zurück. Dieser taucht daraufhin betrunken und verärgert in der Klinik auf. Als Cindy versucht, ihn nach Hause zu schicken, ohne ihn anzuhören, kommt es zu einem handfesten Streit. Der hinzukommende Arzt, der in der Vergangenheit häufig anzügliche Äußerungen ihr gegenüber gemacht hatte, wird von Dean geschlagen. Daraufhin wird Cindy gefeuert, sie verlässt mit Dean die Klinik und fordert die Scheidung. Dean bittet Cindy zuletzt verzweifelt, es noch einmal gemeinsam zu versuchen, vor allem für Frankie, die sehr an Dean hängt. Er erinnert sie verzweifelt an ihr Eheversprechen und möchte sich für sie so ändern, wie sie es will. Cindy hält den Zustand der Beziehung nicht mehr aus und bittet um Abstand. Obwohl Frankie ihren Vater eindringlich bittet zu bleiben, erfüllt Dean Cindys Wunsch und geht schließlich fort.

## Kritiken
Der Film und insbesondere die beiden Hauptdarsteller erhielten überwiegend sehr gute Kritiken.

„Wenn man aus den falschen Gründen liebt: Das Beziehungsdrama Blue Valentine erkundet in erschütternden Szenen, wie ein Paar nicht durch Gefühle, sondern die Umstände zusammenfindet. Die Hollywood-Stars Michelle Williams und Ryan Gosling gehen dafür an die Grenzen des Erträglichen.“

„[…] dabei ist der Blick auf die Beziehung der beiden völlig klischeefrei, unsentimental und doch bedingungslos mitfühlend. So gelingt Cianfrance ein sehr aufrichtiger, sehr erwachsener Film über eine Liebe, auf der von Anfang an eine schwere Hypothek lastet, und die zwei schwachen Menschen, die sie schultern. Das hat Seltenheitswert im Kino. Blue Valentine ist eine rare Kostbarkeit.“

## Auszeichnungen
Michelle Williams war sowohl bei der Oscarverleihung 2011 als auch bei den Golden Globe Awards 2011 als beste Hauptdarstellerin nominiert, musste sich jedoch in beiden Fällen Natalie Portman geschlagen geben, die den Preis für den Film Black Swan erhielt.
Regisseur Cianfrance erhielt bei den Chicago Film Critics Association Awards die Auszeichnung als Most Promising Filmmaker (Vielversprechendster Filmemacher).

## Musik
Ryan Gosling schrieb und sang einige der Songs selbst. Die Band Grizzly Bear komponierte den Soundtrack; veröffentlicht wurde er bei Lakeshore Records.